# Championnat d'Afrique masculin de volley-ball 1989
Navigation
Championnat d'Afrique 1987 Championnat d'Afrique 1991
Le 6e championnat d'Afrique masculin de volley-ball s'est déroulé  du 9 au 16 septembre 1989 à Abidjan, Côte d'Ivoire. Il a mis aux prises sept équipes continentales.

## Compétition

### Phase de groupe
Groupe A
- résultats inconnus

Groupe B
- Algérie bat  Nigeria 3-2
- Algérie bat  Guinée 3-0
- Algérie bat  Cameroun 3-0

### Phase finale
Demi-finales
- Algérie bat  Côte d'Ivoire 3-0
- Cameroun bat  Égypte ?-?

Finale, samedi 16 septembre 1989
- Cameroun bat  Algérie 3-2 (16-14, 14-15, 9-15, 15-13 et 15-9)

Match pour la 3e place
- Égypte bat  Côte d'Ivoire 3-0(15-9, 15-3 et 15-7)

Match pour la 5e place
- Nigeria bat  Zambie 3-0 (15-7, 15-8 et 15-7)

## Classement final
| Place                       | Équipe        |
| --------------------------- | ------------- |
| Médaille d'or, Afrique      | Cameroun      |
| Médaille d'argent, Afrique  | Algérie       |
| Médaille de bronze, Afrique | Égypte        |
| 4                           | Côte d'Ivoire |
| 5                           | Nigeria       |
| 6                           | Zambie        |
| 7                           | Guinée        |